# Anders Høvyvik Hidle
Anders Høvyvik Hidle (23 de julio de 1979 en Stavanger) es un guitarrista noruego, conocido por ser miembro de la banda gothic metal llamada Tristania. Es miembro del grupo desde su fundación (año 1996), y un ejecutante destacado del mismo.
Anders es también compositor, por lo que contribuyó de manera significativa en la evolución musical de Tristania.